# Первопашенск
Первопа́шенск — посёлок в Асиновском районе Томской области, Россия. Входит в состав Батуринского сельского поселения.

## География
Село находится у впадения реки Большая Кайла в Большую Юксу. Село окружают таёжные хвойные и смешанные леса.
Площадь посёлка — 71 га. Расстояние до центра поселения — 32 км, до Асина — 98 км.

## История
Возник в начале 1930-х годов как поселок для спецпереселенцев.

## Население
| 1939 | 1959 | 1970 | 1979 | 1989 | 2002 | 2010 |
| ---- | ---- | ---- | ---- | ---- | ---- | ---- |
| 376  | ↗976 | ↘630 | ↘472 | ↘366 | ↘216 | ↘170 |
| 2012 | 2013 | 2014 | 2015 | 2019 | 2021 |      |
| ↘152 | ↗153 | ↘144 | ↗146 | ↘137 | ↘103 |      |

## Социальная сфера
В посёлке есть начальная общеобразовательная школа.
Работает фельдшерско-акушерский пункт.
Ближайшая средняя (полная) общеобразовательная школа находится в селе Батурино — центре поселения.